# Paroro
Paroro (en asturiano y oficialmente: Paroru) es una aldea que pertenece a la parroquia de Abamia en el concejo de Cangas de Onís (Principado de Asturias). Se encuentra a 240 m s. n. m. y está situada a 6,60 km de la capital del concejo, Cangas de Onís. 

## Población
En 2020 contaba con una población de solo 1 habitantes (INE 2020) y un total de 2 viviendas.